# Galeria Mazovia
Galeria Mazovia – centrum handlowo-rozrywkowe w Płocku.
Galeria została otwarta 24 kwietnia 2010 roku. Jest największą galerią handlową w Płocku o powierzchni całkowitej 54,5 tys. m². Charakterystycznym elementem centrum handlowego jest przeszklony food court z widokiem na Podolszyce Południe. W trzykondygnacyjnym budynku znajduje się ponad 120 sklepów, lokali gastronomicznych, punktów usługowych oraz fitness i plac zabaw dla dzieci. Na parkingu podziemnym mieści się 780 samochodów.